# Eijkenpeel
De Eijkenpeel is een natuurgebied ten noordwesten van Kessel-Eik.
Het gebied, dat grenst het Kesseleikerbroek, is vochtiger dan de Heldense Bossen, waar het eveneens aan grenst.
De Eijkenpeel is begroeid met gemengd bos.